# Paul Poty
Paul Louis Poty meist Paul Poty (* 30. August 1889 in Chagny; † 10. Februar 1962 in Louhans) war ein französischer Arzt und Ornithologe.

## Leben und Wirken

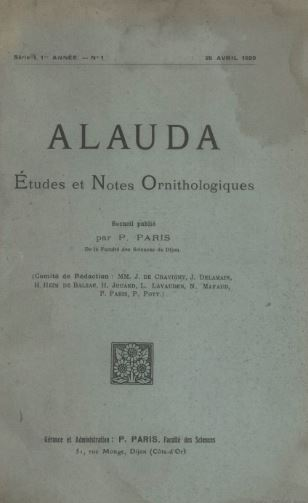
Titelblatt der ersten Ausgabe von Alauda

Sein Vater war Joseph August Poty, seine Mutter Marie Louise geb. Farion. Paul Poty besuchte die Sekundarstufe des Collège in Chalon-sur-Saône. Schon in jungen Jahren widmete er sich der Wasservogeljagd. Mit dem Atlas des Barons Jean Charles Louis Tardif d'Hamonville (1830–1899) unter dem Arm ging er mit seinem Freund C. Taitot, der aus einer traditionellen Jägerfamilie stammte, zwischen Allerey-sur-Saône und Chauvort seiner Leidenschaft für die Vogelkunde nach.
Beruflich wandte er sich der Medizin zu, kümmerte sich zunächst um die Schwangerschaftsvorsorge in Dijon, arbeitete als externer Mitarbeiter im Krankenhaus von Lyon, wurde im Ersten Weltkrieg eingezogen und mit zwei Orden Croix de guerre ausgezeichnet. 1921 promovierte er an der Universität Lyon in Medizin mit der Dissertation De la présence du bacille de Lœffler dans les organes diphtériques. Noch im gleichen Jahr wurde er in Louhans sesshaft. Er besuchte das Internat von Saint Etienne, arbeitete als Arzt bei der Société nationale des chemins de fer français, als stellvertretender Präsident in verschiedenen Hospizen, als Präsident des Roten Kreuzes und wurde mit dem Orden für Verdienste um das Gesundheitswesen ausgezeichnet.
Zu seinen Schicksalsschlägen gehörte der Tod seiner Tochter im Jahr 1947, dem der seiner Frau im Jahr 1956 folgte. Er selbst ging 1953 nach einem Herzinfarkt in Ruhestand.
Als Paul Paris (1875–1938) im Jahr 1929 Alauda, eine ornithologische Fachzeitschrift, gründete, waren es Jacques de Chavigny (1880–1963), Jacques Delamain (1874–1953), Adrien Joseph Louis Lavauden (1881–1935), Noël Mayaud (1899–1989), Henri Heim de Balsac (1899–1979), Henri Louis Ernest Jouard (1896–1938), Poty und Paris, die in der Redaktion saßen. Bei der Gründung der Sociéte d'études ornithologique am 25. März 1933 war Poty eines der Gründungsmitglieder.
1910 erschien seine erste ornithologische Publikation über Lachmöwen, die er in Lyon beobachtet hatte. Erst 1928, inspiriert durch Paris und Jouard, bekam seine Begeisterung für die Avifauna neuen Schwung. Nach der Gründung von Alauda publizierte er zunächst kleinere Artikel über die Vogelwelt im Département Saône-et-Loire. Seine Nachrufe bzw. Biografien auf Louis Célestin Lomont (1849–1929), Ferdinand Bernard de Montessus de Ballore (1817–1899) und den früh verstorbenen Jouard, waren bedeutende Zeitzeugnisse über französische Ornithologen.
Im Jahr 1946 lernte er Jacques de la Comble (1908–1999) kennen, der ihn in seinem Haus besuchte. Zusammen sortierten sie seine Balgsammlung, eine Sammlung, die zu großen Teilen von Jouard und einem Herrn Fou, einem Chinesen, der in Dijon arbeitete, stammten. Die meisten der Exponate gingen an Olivier Meylan und Gérard Berthe. In dieser Zeit war er auch französischer Korrespondent bei der schweizerischen Fachzeitschrift Nos Oiseaux.
Im Jahr 1947 wurde eine Vogelzählung in Département Saône-et-Loire mit de la Comble und ihm durchgeführt, die den Vorgaben der Zählung von Georges de Vogüé aus dem Département Côte-d’Or folgte. Aus Mangel an Geldmitteln wurde das Manuskript der beiden aber nie veröffentlicht. Ornithologische Reisen führten ihn nach Dombes, mit seinem jüngsten von drei Söhnen nach Baume-les-Messieurs und 1961 als einer seiner persönlichen Höhepunkte ins Zentrum von Burgund. Hier besuchte er eine Tagung in Varennes-le-Grand.
1962 starb Paul Poty an einer Lungenembolie.

## Dedikationsnamen
1929 beschrieb Jouard Aegithalos caudatus potyi, ein Synonym für eine Unterart der Schwanzmeise (Aegithalos caudatus europaeus (Hermann, 1804)).

## Schriften (Auswahl)
- Mouette rieuse à Lyon. In: Revue française d'ornithologie. Band 1, Nr. 11, 1910, S. 173 (biodiversitylibrary.org).
- Le Pic-épeiche en captivité. In: Revue française d'ornithologie. Band 3, Nr. 12, 1910, S. 190 (biodiversitylibrary.org).
- La Bondrée apivore en Saône-et-Loire. In: Revue française d'ornithologie. Band 3, Nr. 12, 1910, S. 190 (biodiversitylibrary.org).
- Influence de la multiplicité des petits Rongeurs sur la ponte des Rapaces. In: Revue française d'ornithologie. Band 3, Nr. 21, 1910, S. 326 (biodiversitylibrary.org).
- Parus atricapillus subrhenanus en Saône-et-Loire (Bresse louhannaise). In: Revue française d'ornithologie (= 2). Band 12, Nr. 235, 1928, S. 394 (bibliotheques.mnhn.fr).
- Nécrologie Célestin Lomont. In: Alauda. Band 1, Nr. 4-5, 1929, S. 236–237 (bibliotheques.mnhn.fr).
- A l'île d'Yeu. In: Alauda. Band 1, Nr. 7, 1929, S. 362–363 (bibliotheques.mnhn.fr).
- Un Ornitologue bourguignon: le Docteur de Montessus. In: Alauda (= 2). Band 3, Nr. 1, 1931, S. 93–99 (bibliotheques.mnhn.fr).
- Présance en quantité anormale de Bécassines en Bresse louhannaise durant l'été 1930. In: Alauda (= 2). Band 3, Nr. 1, 1931, S. 122–123 (bibliotheques.mnhn.fr).
- Capture d'un Phalarope hyperboré en Saône-et-Loire. In: Alauda (= 2). Band 3, Nr. 3, 1931, S. 456–457 (bibliotheques.mnhn.fr).
- Moineaux nicheurs dans les puits. In: Alauda (= 2). Band 4, Nr. 3, 1932, S. 358 (bibliotheques.mnhn.fr).
- Notes ornithologiques sur les Alpes Suisses. In: Alauda (= 3). Band 6, Nr. 4, 1934, S. 512–517 (bibliotheques.mnhn.fr).
- L'identification en histoire naturelle. Une nouvelle méthode. In: Alauda (= 3). Band 7, Nr. 1, 1935, S. 118–121 (bibliotheques.mnhn.fr).
- A propos la distribution de la Gélinotte Bonasia bonasia rupestris Brehm dans l'Est de la France. In: Alauda (= 3). Band 7, Nr. 3, 1935, S. 431 (bibliotheques.mnhn.fr).
- A propos des migrations d'automne. In: Alauda (= 3). Band 9, Nr. 3-4, 1937, S. 431 (bibliotheques.mnhn.fr).
- Henri Jouard. In: Alauda (= 3). Band 10, Nr. 3, 1938, S. 231–235 (bibliotheques.mnhn.fr).
- Capture d'un Cygne de Bewick en Saône-et-Loire. In: Alauda (= 3). Band 11, Nr. 1, 1939, S. 88 (bibliotheques.mnhn.fr).